# Загуан (област)
Загуан (на арабски: ولاية زغوان‎) е една от 24-те области (вилаети) на Тунис. Разположена е в северната част на страната. Площта на областта е 2768 км², а населението е около 161 000 души (2004). Столица е град Загуан.